# Myiagra
Myiagra – rodzaj ptaków z rodziny monarek (Monarchidae).

## Zasięg występowania
Rodzaj obejmuje gatunki występujące na Karolinach, Molukach, Biak, Nowej Gwinei, Wyspach Salomona, Wyspach Lojalności, Vanuatu, Nowej Kaledonii, Fidżi, Wyspach Santa Cruz, Samoa, Małych Wyspach Sundajskich, Archipelagu Bismarcka i w Australii. Jeden wymarły gatunek występował na Marianach.

## Morfologia
Długość ciała 13–20,5 cm, masa ciała 9,5–20,5 g.

## Systematyka
Rodzaj zdefiniowali w 1827 roku brytyjscy zoolodzy (Irlandczyk Nicholas Aylward Vigors i Anglik Thomas Horsfield) w artykule poświęconym systematyce australijskich ptaków z kolekcji Towarzystwa Linneuszowskiego opublikowanym w czasopiśmie Transactions of the Linnean Society of London. Autorzy wymienili trzy gatunki – Myiagra rubeculoides Vigors & Horsfield, 1827 (= Todus rubecula Latham, 1801), Myiagra plumbea Vigors & Horsfield, 1827 (= Todus rubecula Latham, 1801) i Myiagra macroptera Vigors & Horsfield, 1827 (= Loxia fascinans Lathma, 1801) – z których gatunkiem typowym jest (późniejsze oznaczenie) Myiagra rubeculoides Vigors & Horsfield, 1827 (= Todus rubecula Latham, 1801) (muszarka blada).

### Etymologia
- Myiagra (Myiagria): gr. μυιαγρος muiagros ‘łapacz much’, od μυια muia, μυιας muias ‘mucha’; αγρεω agreō ‘chwytać’[15].
- Seisura (Sisura): gr. σεισουρα seisoura ‘machający ogonem, ptak’ różnie identyfikowany, od σειω seiō ‘trząść’; ουρα oura ‘ogon’[16]. Typ nomenklatoryczny (oznaczenie monotypowe): Turdus volitans Latham, 1801 (= Turdus inquietus Latham, 1801).
- Piezorhynchus (Peizorhynchus): gr. πιεζω piezō ‘ściskać’; ῥυγχος rhunkhos ‘dziób’[17]. Typ nomenklatoryczny (oznaczenie monotypowe): Piezorhynchus nitidus Gould, 1841 (= Piezorhynchus rufolateralis[g] G.R. Gray, 1858).
- Platygnathus: gr. πλατυς platus ‘szeroki’; γναθος gnathos ‘żuchwa’[18]. Typ nomenklatoryczny (późniejsze oznaczenie): Platyrhynchos vanikorensis Quoy & Gaimard, 1830[8].
- Muscitodus: zbitka wyrazowa nazw rodzajów: Muscicapa Brisson, 1760 (muchołówka) i Todus Brisson, 1760 (płaskodziobek)[19]. Typ nomenklatoryczny (oznaczenie monotypowe): Platyrhynchus vanikorensis Quoy & Gaimard, 1830.
- Submyiagra: łac. sub ‘blisko’; rodzaj Myiagra Vigors & Horsfield, 1827 (muszarka)[20].
- Mastersornis: George Masters (1837–1912), angielski przyrodnik polowy, kolekcjoner, emigrant do Australii; gr. ορνις ornis, ορνιθος ornithos ‘ptak’[21].
- Lophomyiagra: gr. λοφος lophos ‘grzebień, czub’; rodzaj Myiagra Vigors & Horsfield, 1827 (muszarka)[22]. Typ nomenklatoryczny (oryginalne oznaczenie): Myiagra azureocapilla E.L. Layard, 1875.

### Podział systematyczny
Do rodzaju należą następujące gatunki:
- Myiagra castaneigularis E.L. Layard, 1876 – muszarka rdzawogardła
- Myiagra azureocapilla E.L. Layard, 1875 – muszarka modroczuba
- Myiagra hebetior (E. Hartert, 1924) – muszarka aksamitna
- Myiagra alecto (Temminck, 1827) – muszarka jednobarwna
- Myiagra erythrops Hartlaub & Finsch, 1868 – muszarka namorzynowa
- Myiagra ruficollis (Vieillot, 1818) – muszarka szerokodzioba
- Myiagra inquieta (Latham, 1801) – muszarka białogardła
- Myiagra oceanica Pucheran, 1853 – muszarka pacyficzna
- Myiagra pluto Finsch, 1876 – muszarka lśniąca
- Myiagra albiventris (Peale, 1848) – muszarka białobrzucha
- Myiagra caledonica Bonaparte, 1857 – muszarka melanezyjska
- Myiagra cervinicauda Tristram, 1879 – muszarka ochrowogłowa
- Myiagra vanikorensis (Quoy & Gaimard, 1830) – muszarka rdzawobrzucha
- Myiagra ferrocyanea E.P. Pierson, 1879 – muszarka stalowa
- Myiagra galeata G.R. Gray, 1861 – muszarka molucka
- Myiagra freycineti Oustalet, 1881 – muszarka rdzawopierśna – takson wymarły pod koniec XX wieku[24]
- Myiagra atra A.B. Meyer, 1874 – muszarka czarna
- Myiagra rubecula (Latham, 1801) – muszarka blada
- Myiagra cyanoleuca (Vieillot, 1818) – muszarka czarno-biała